# Tháp Steinway
111 West 57th Street, còn được gọi là Tháp Steinway, là một tòa nhà chọc trời ở Midtown Manhattan, Thành phố New York. Tòa nhà do Tập đoàn Phát triển JDS và Tập đoàn Thị trường Bất động sản phát triển và xây dựng, nằm dọc theo Hàng tỷ phú ở phía bắc của Đường 57 gần Đại lộ Sáu. 111 West 57th Street bao gồm hai phần: Steinway Hall, một cửa hàng Steinway & Sons trước đây 16 tầng ở cơ sở của tòa nhà do Warren và Wetmore thiết kế, và một tòa tháp mới hơn 84 tầng, 1,428 foot (435,3 mét) (thấp hơn một chút so với toà nhà chọc trời Landmark 81 cao 461,2 mét) liền kề với Steinway Hội trường, thiết kế bởi SHoP Architects.
111 West 57th Street có 60 chung cư cao cấp: 14 ở Steinway Hall và 46 ở tòa tháp. Tòa tháp dân cư có mặt tiền bằng kính với các trụ bằng đất nung, và có một đỉnh cao với khoảng lùi ở phía nam. Khi hoàn thành, tòa tháp sẽ là một trong những tòa nhà cao nhất ở Hoa Kỳ, đồng thời là tòa nhà chọc trời mỏng nhất thế giới với tỷ lệ chiều rộng trên chiều cao khoảng 1:24. Steinway Hall, một địa danh được chỉ định của Thành phố New York, có một mặt tiền được làm chủ yếu bằng gạch, đá vôi và đất nung, và đã được khôi phục như một phần của sự phát triển khu dân cư. 111 Tây 57 đường chứa nhiều tiện nghi cư dân, nằm chủ yếu ở cơ sở của tòa nhà, cũng như một lượng lớn rotunda trong Steinway trường đó cũng là một bước ngoặt thành phố được chỉ định.

## Lịch sử
Steinway Hall, tòa nhà trước đây mang địa chỉ 111 West 57th Street, mở cửa vào năm 1925, thay thế một cửa hàng và sảnh biểu diễn trên đường 14. Steinway Hall được dự định là một sự phát triển đầu cơ cho Steinway & Sons, nhưng không đặc biệt thành công, với tỷ suất sinh lợi chỉ 2%. Steinway Hall và đất của nó đã được bán cho Công ty Bảo hiểm Nhân thọ Manhattan vào năm 1958. Trong suốt những năm, những người thuê nhà của Steinway Hall cũng bao gồm các ấn phẩm như Musical America, Architectural Forum, và The Economist, cũng như Hãng phim truyền hình CBS. Steinway Hall được 111 West 57th Street Associates mua lại vào năm 1980. Vào tháng 5 năm 1999, Steinway mua lại tòa nhà với giá khoảng 62 triệu đô la và cho chủ cũ thuê lại mảnh đất trong 99 năm. Các thành phố New York Địa danh Ủy ban Bảo quản (LPC) được chỉ định mặt tiền Steinway Hall là một mốc thành phố New York vào tháng năm 2001.

## Sự cố và tranh cãi

### Kiện tụng

#### Các vụ kiện của AmBase
AmBase đã đệ đơn kiện vào tháng 4 năm 2016, cáo buộc rằng các nhà phát triển đã bỏ qua tính toán chi phí vượt quá 50 triệu đô la. AmBase tìm kiếm thiệt hại 105 triệu đô la liên quan đến hai cuộc gọi vốn mà họ không tham gia, tuyên bố rằng những cuộc gọi vốn này chủ yếu nhằm mục đích làm loãng cổ phần của họ. AmBase cũng tuyên bố rằng Becker và Ruhan không bị pha loãng 26% cổ phần của họ mặc dù không tham gia vào các cuộc gọi vốn. Vì chi phí xây dựng được cho là đã tăng hơn 10%, AmBase tuyên bố hợp đồng của họ cho phép họ hoàn trả toàn bộ khoản đầu tư 66 triệu đô la cùng với lãi suất 20%. JDS và PMG phản đối vào tháng 1 năm 2017, cáo buộc rằng vì chưa bao giờ có ngân sách được phê duyệt chính thức, nên không có biện pháp nào để xác định chi phí vượt mức.
AmBase đã đệ đơn một vụ kiện khác vào giữa năm 2017, tuyên bố rằng Maloney và Stern đã thông đồng với người cho vay để cho phép tịch thu tài sản, điều này sẽ xóa sổ khoản đầu tư cổ phần trị giá 66 triệu đô la của AmBase trong khi vẫn bảo toàn số cổ phần 35 triệu đô la của Maloney và Stern. Cuối cùng, bộ phận xét xử của Tòa án Tối cao New York đã ra phán quyết vào tháng 8 năm 2017 rằng Maloney và Stern sẽ nhận toàn quyền kiểm soát dự án. AmBase đã kháng cáo phán quyết lên Ban Phúc thẩm nhưng bị thất bại vào tháng 1 năm 2018.
AmBase đã bác đơn kiện thứ hai tại tòa án liên bang vào đầu năm 2018, tuyên bố rằng Maloney và Stern bị cáo buộc thông đồng với Spruce đã vi phạm Đạo luật các tổ chức có ảnh hưởng và tham nhũng của Racketeer và yêu cầu phán quyết 136 triệu đô la. Vào thời điểm đó, AmBase và người sáng lập Richard Bianco phải đối mặt với vụ kiện của chính họ từ quỹ đầu cơ IsZo Capital, cho rằng công ty đã cố tình cưỡng chế tài sản năm 2017 bằng cách từ chối khoản vay của Baupost Group, vì lợi ích riêng của Bianco. Vào tháng 10 năm 2018, vụ kiện liên bang của AmBase đã bị bác bỏ sau khi tòa án không tìm thấy bằng chứng về sự thông đồng giữa Maloney, Stern và Spruce. Sau khi bác bỏ ba vụ kiện trước đó của họ, AmBase lại kiện Spruce Capital, Maloney và Stern vào tháng 5 năm 2019, trình bày lại các cáo buộc trước đó về sự thông đồng và tìm kiếm thêm các khoản bồi thường thiệt hại do các nhà phát triển bị cáo buộc đã vi phạm nghĩa vụ ủy thác của họ. AmBase sau đó đã kháng cáo lên Tòa án Phúc thẩm Hoa Kỳ đối với Vòng thứ hai, đã từ chối kháng cáo vào tháng 9 năm 2019.

#### Các vụ kiện khác

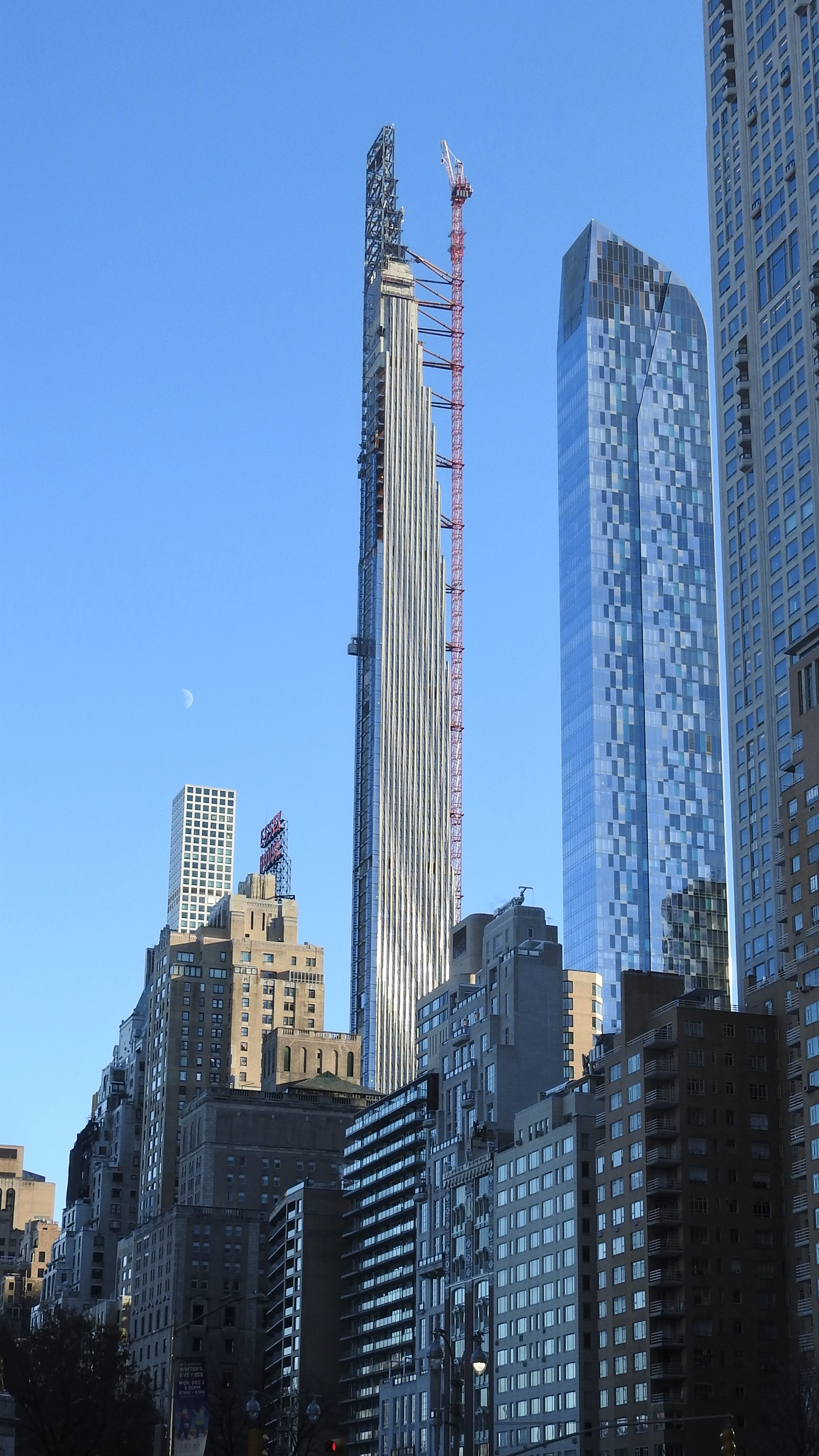
Được nhìn thấy vào tháng 12 năm 2019 từ Vòng tròn Columbus. Từ trái sang phải, có thể nhìn thấy 432 Park Avenue, One57 và 220 Central Park South ở phía sau.

Vào tháng 6 năm 2018, Barbara Corcoran đã kiện các nhà phát triển của tòa nhà với số tiền 30 triệu đô la, cho rằng hợp đồng của công ty môi giới của cô để tiếp thị các đơn vị của tòa nhà đã bị chấm dứt một cách bất công. Các nhà phát triển tuyên bố rằng công ty môi giới đã được thay thế bằng Douglas Elliman sau khi không bán được 25% số căn của tòa nhà vào giữa năm 2018 theo yêu cầu của hợp đồng của họ. Tuy nhiên, Corcoran tuyên bố rằng do có nhiều vụ kiện tụng, sự chậm trễ và chi phí vượt mức, các nhà phát triển đã tạm dừng tiếp thị và bán hàng cho các đơn vị khiến công ty môi giới không thể đạt được trở ngại bán hàng của họ. Corcoran cũng kiện Douglas Elliman vì sự can thiệp thô bạo, tuyên bố công ty đã thuê giám đốc bán hàng của tòa nhà vi phạm điều khoản không cạnh tranh của cô ấy.

### Tranh cãi về lao động
Các nhà phát triển dự định để tòa tháp trở thành tòa nhà cao nhất của Thành phố New York được xây dựng bằng lao động không thuộc công đoàn. Người lao động không thuộc tổ chức công đoàn có thể được trả với mức rẻ hơn và không phải trả gấp đôi tiền làm thêm giờ, phí lương hưu hàng giờ và phí phúc lợi. Quyết định này đã bị lên án bởi lãnh đạo Gary LaBarbera của Hội đồng Thương mại và Xây dựng của Đại New York, người vào tháng 5 năm 2015 đã chỉ trích các nhà phát triển vì không sử dụng lao động công đoàn hoặc cho công nhân được đào tạo an toàn đầy đủ. Công đoàn đã trình bày chi tiết nhiều sự cố đã xảy ra tại công trường bao gồm "một công nhân rơi từ giàn giáo không có lan can, một công nhân bị sập một phần tòa nhà và một người khác bị dập chân khi một thanh thép trượt." Chủ tịch Quận Manhattan, Gale Brewer đứng về phía LaBarbera, gửi cho Stern một lá thư bày tỏ quan ngại về sự an toàn, đào tạo và trả lương của người lao động. Nhà vận động công cộng của Thành phố New York, Letitia James đã lặp lại những lo ngại của Brewer và đồng ý rằng việc sử dụng lao động ngoài công đoàn có thể dẫn đến nguy hiểm gia tăng cho người lao động.

### Sự cố xây dựng
Các phương tiện truyền thông đã đưa tin về một số vụ tai nạn trong quá trình xây dựng 111 West 57th Street. Vào ngày 21 tháng 1 năm 2019, một giàn giáo treo gắn liền với tòa nhà đã vỡ ra khỏi mặt ngoài của tầng 55 và làm văng các mảnh kính vỡ từ cửa sổ bị nứt lên vỉa hè gần đó do gió lớn. Sở Xây dựng Thành phố New York đã bắt đầu lệnh ngừng một phần công việc và ban hành vi phạm công trường do không đảm bảo thiết bị xây dựng. Một năm sau, vào tháng 1 năm 2020, một khối đất nung rơi khỏi tháp, làm móp phần mái của một chiếc taxi đi qua. Một cơn gió lớn khác vào ngày 29 tháng 10 năm 2020, làm rơi cần cẩu xây dựng của tháp, khiến các mảnh vỡ rơi xuống. Trong khi cần cẩu nhanh chóng được đảm bảo và không có ai bị thương, khu vực lân cận xung quanh đã bị đóng cửa trong vài giờ. Hai tuần sau, vào ngày 15 tháng 11, một bức tường bằng kính đã rơi năm mươi sáu tầng xuống một con phố gần đó. Vào ngày 24 tháng 12 năm 2020, một tấm kính dài 11x2 feet (3,35m x 0,61 m) đã rơi xuống từ mặt đường 58 của tòa nhà, mặc dù không ai bị thương.